# Стенберг, Курт
Курт Энох Стенберг (фин. Kurt Enoch Stenberg; 19 июля 1888, Николайстад — 26 марта 1936, Котка, Виипури) — финский гимнаст, бронзовый призёр летних Олимпийских игр 1908 года.
На Играх 1908 года в Лондоне Кемп участвовал только в командном первенстве, в котором его сборная заняла третье место.